# Deivid Washington
Deivid Washington de Souza Eugênio, beter bekend onder zijn spelersnaam Deivid Washington (Itumbiara, 5 juni 2005), is een Braziliaans profvoetballer die sinds augustus 2023 voor Chelsea FC speelt. 
Washington speelde daarvoor bij Santos FC. Bij Chelsea tekende Washington een zevenjarig contract, met de optie nog een jaar te verlengen.